# Alistair Cragg
Alistair Cragg (Johannesburgo, Sudáfrica, 13 de junio de 1980) es un atleta irlandés de origen sudafricano especializado en la prueba de 3000 m, en la que consiguió ser campeón europeo en pista cubierta en 2005.

## Carrera deportiva
En el Campeonato Europeo de Atletismo en Pista Cubierta de 2005 ganó la medalla de oro en los 3000 metros, con un tiempo de 7:46.32 segundos, por delante del británico John Mayock y el español Reyes Estévez.